# (37530) Dancingangel
(37530) Dancingangel est un astéroïde de la ceinture principale.

## Description
(37530) Dancingangel est un astéroïde de la ceinture principale. Il fut découvert le 11 septembre 1977 à Naoutchnyï par Nikolaï Tchernykh. Il présente une orbite caractérisée par un demi-grand axe de 2,41 UA, une excentricité de 0,28 et une inclinaison de 11,6° par rapport à l'écliptique.

## Compléments